# Sericochroa sericana
Sericochroa sericana är en fjärilsart som beskrevs av William Schaus 1939. Sericochroa sericana ingår i släktet Sericochroa och familjen tandspinnare. Inga underarter finns listade i Catalogue of Life.